# Hoffmanns Erzählungen (1916)
Hoffmanns Erzählungen ist ein deutscher Stummfilm aus dem Jahre 1916 von Richard Oswald, frei gestaltet nach Motiven aus der gleichnamigen Oper, die wiederum auf einigen Novellen E. T. A. Hoffmanns beruht.

## Handlung
Im Prolog steht Regisseur Oswald vor dem Grab Friedrich Schillers. Diese ansonsten bedeutungslose Szene dient lediglich dazu, den künstlerischen Anspruch des nachfolgenden Films zu unterstreichen. Der eigentliche Film, der sich in der Inszenierung ganz der Theatersprache unterwirft, ist in drei Akte unterteilt, in denen drei Geschichten mit Hoffmann im Mittelpunkt des Geschehens erzählt werden, die jedoch nicht miteinander verbunden sind.
Der junge E.T.A. Hoffmann lebt im Jena längst vergangener Zeiten unter dem Dach seines Onkels und seiner Tante. Ebenfalls gehen dort ein und aus der Graf Dapertutto, der Brillenhändler Coppelius, der Museumsdirektor Spalanzani und der Arzt Dr. Mirakel. Rasch entwickelt Hoffmann gegenüber all diesen mysteriösen und zwielichtig erscheinenden Gestalten eine tiefe Abneigung, zumal er bei ihnen eine sehr feindliche Gesinnung verortet. Diese Hoffmann verhassten Figuren finden schließlich Eingang in drei von dem jungen Autoren verfassten, äußerst unglücklich verlaufenden Liebesgeschichten und nehmen dort dämonische Züge an.
Die erste Geschichte: Spalanzani besitzt die mechanische Puppe Olympia, ein lebensgroßes, sehr hübsches Wesen. Coppelius, wie Spalanzani eine höchst merkwürdige und unheimliche Gestalt, hat von Spalanzani noch Geld zu bekommen und erhält stattdessen einen Wechsel. Von Coppelius erwirbt Hoffmann eine sonderbare Brille. Die Welt, gesehen durch diese Brille, erweist sich als völlig anders; die Dinge erscheinen dem Sehenden in einem euphorisierenden Licht. Als Hoffmann Olympia durch diese Brille sieht, erkennt er nicht, dass sie eine Puppe ist. Rasch verliebt er sich in sie, und obwohl ihre hampelnden Tanzbewegungen sehr eckig und kantig sind erkennt er noch immer nicht, dass dieses reizende Wesen nicht real ist. Als Coppelius erzürnt zurückkehrt, weil Spalanzanis Wechsel geplatzt ist, zerstört er wutentbrannt Olympia.
Die zweite Geschichte: Handlungsort ist hier ein venezianischer Palast. Die verführerische Giulietta feiert mit ihren Gästen ein Bacchanal. Auch Hoffmann ist anwesend und gibt sich ganz dem Genuss des Weines hin. Plötzlich erscheint Schlemihl, ein äußerst eifersüchtiger Zeitgenosse, der wie alle anderen Anwesenden Giuliettas Nähe sucht. Diese versucht schlichtend auf alle einzuwirken, damit die Gefühle der jungen Heißsporne nicht dramatische Formen annehmen. Als Conte Dapertutto erscheint, wenden sich die Dinge zum Schlimmeren. Er besitzt einen Diamanten, dessen Funkeln ihm Macht über Frauen verleiht. Giulietta ist augenblicklich von diesem Diamanten fasziniert. Dapertutto gelingt es, Schlemihl und Hoffmann, der soeben sein gesamtes Geld beim Kartenspiel an diesen verloren hatte, aufeinander zu hetzen. Daraufhin fordert Hoffmann Revanche von Schlemihl. Beide spielen erneut Karten. Schließlich kommt es zum Duell der beiden Kampfhähne um Geld und Gunst der Giulietta. Schlemihl wirft keinen Schatten mehr, hat er diesen doch bereits über Giulietta an Dapertutto verloren. Schlemihl fällt in diesem Duell, von einem Hieb Hoffmanns mit Dapertuttos Degen durchbohrt. Nun muss Hoffmann fliehen. Als er Giulietta zum letzten Mal begegnet, überlässt er ihr, in tiefer Liebe ergeben, sein eigenes Spiegelbild, ganz wie von Dapertutto geplant. Diese macht sich jedoch nur über ihn lustig. Nunmehr ohne lästige Konkurrenz, ergreift Dapertutto Schlemihls Gewinn und nimmt sich auch gleich noch Giulietta.
Die dritte Geschichte: Diese Szene spielt im Hause des Rat Crespel. Antonia ist die Tochter des verwitweten Hausherrn. Dessen Frau litt einst an einer seltenen Krankheit, die durch Singen ausgelöst wurde, und starb daran. Auch das Gesangstalent Antonia, so befürchtet der Rat, könnte demselben Schicksal erliegen. Als Hoffmann Antonia näher kennenlernt, verlieben sich beide ineinander. Zur Freude ihres Vaters willigt sie ein, dieser Liebe willen auf eine Karriere als Sängerin zu verzichten. Doch der mysteriöse Dr. Mirakel, der durch sein unheilvolles Wirken schon das Leben von Antonias Mutter auf dem Gewissen hat, versucht auch in Antonias Fall seine schreckliche Macht auszuüben. Ihm gelingt es, Antonia glauben zu machen, dass ihre Mutter aus dem Jenseits mit ihr kommunizieren und sie dazu auffordern würde, auch weiterhin nach Herzenslust zu singen. Antonia folgt dieser Aufforderung und stirbt. Zutiefst verzweifelt und erschüttert verlässt Hoffmann das Crespel'sche Haus und flieht.

## Produktionsnotizen
Hoffmanns Erzählungen wurde im Februar 1916 gedreht und gegen Ende des Monats, am 25. Februar 1916, im Berliner Marmorhaus uraufgeführt. Der Film besaß einen Prolog und drei Akte. Die Wiederaufführung erfolgte am 26. Mai 1921 in Berlins Richard-Oswald-Lichtspielen.
Werner Krauß gab in Hoffmanns Erzählungen sein Filmdebüt. Er war zuvor von Regisseur Oswald im Rahmen der Wedekind-Festspiele am Theater gesehen und daraufhin vor die Kamera verpflichtet worden. Zuerst erhielt er 40 Mark Tagesgage, angesichts seiner schauspielerischen Leistungen erhöhte Oswald die Gage auf 50 Mark. Manfred Noa gestaltete die Filmbauten. Regisseur Oswald übernahm auch die Produktionsleitung dieses von Lothar Stark produzierten Filmes.

## Kritiken
Die Lichtbild-Bühne schrieb in ihrer Ausgabe Nr. 8 vom 26. Februar 1916: „Inhaltlich deckt sich die Handlung des Films nicht mit der bekannten und so beliebten Oper. Die freie Bearbeitung des Stoffes war im Interesse des Gelingens des ganzen Werkes von Richard Oswald richtig erkannt und zweifellos notwendig. Gerade das was in der Oper so schwer verständlich ist, tritt in dem Film klar in den Vordergrund. Das Filmwerk ergänzt trotz der freien Bearbeitung des Stoffes die Oper und ist zweifellos berufen, diese noch mehr dem Volke zuzuwenden. Richard Oswald hat als Regisseur in diesem Filmwerk wirklich etwas ganz hervorragend Gutes geleistet. Er hat ein Werk geschaffen, das nicht ihm allein alle Ehre macht, nicht nur seinen Ruf als Regisseur festigt, sondern im Interesse der Kinematographie zur Hebung ihres Ansehens beitragen muß. Wo sind dem Film „Hoffmanns Erzählungen“ gegenüber die Feinde des Kinos, die da besagten, daß im Film keine Kunst zu finden sei? Die Regie atmet Liebe, Sorgfalt und künstlerisches Empfinden. Jede Szene bringt einzig schöne Motive, die im Film malerisch wirken. Die einzelnen Rollen sind durchweg ganz hervorragend beisetzt. Der junge Hoffmann (Kurt Wolowski) läßt in seiner Darstellung für die Zukunft mancherlei Erwartungen zu und Kaiser-Titz, als Hoffmann hat Hervorragendes geleistet. Die Träger der übrigen Rollen, ja selbst die Statisterie waren gut eingespielt und trugen viel zum Gelingen des Ganzen bei.“
In Der Kinematograph war in der Ausgabe Nr. 479 vom 1. März 1916 folgendes zu lesen: „Es gibt doch immer wieder Filme, deren Erstaufführung man mit ganz besonderer Spannung erwartet, sei es, daß der Name eines berühmten Mitwirkenden interessiert, sei es, daß vorher über technische Neuheiten geheimnisvoll gesprochen wird, die man nun kennen lernen will, oder sei es endlich ein künstlerisch bedeutsames Motiv, das die Inszenierung rechtfertigt. […] Die Uraufführung im „Marmorhaus“ war für diejenigen, die ihren E. T. A. Hoffmann kennen, die Offenbachs Schwanengesang lieben, die aber auch die Bedeutung des Kinematographen für die Kunst zu würdigen wissen, ein Ereignis. […] Es handelt sich unbedingt um eine künstlerische Arbeit, die der Anerkennung wert ist. Hoffmanns Persönlichkeit, seine phantastischen Schriften, schreien förmlich nach der Verfilmung. Die Verfasser haben sich bei ihrem Tun von dem Gedanken leiten lassen, die auch dem Eingeweihten nicht ganz verständliche Handlung des Offenbachschen Buches klarer zu gestalten. […] Würdigt man hiermit den literarischen Gehalt des Films, so muß man andererseits auch der Inszenierung das größte Lob spenden. Der Regisseur verlegt die Handlung in das altertümliche Jena und hat dadurch günstige Gelegenheit, vielen Szenen auch einen geheimnisvollen äußeren Rahmen zu geben. Da er seinen Künstlern, unter denen sich die Damen Ronay, Ridon, Käte Oswald, Alice Scheel-Hechy, Thea Sandten, Resel Orla und die Herren Wolowsky, Krauss, Kühne, Pick, von Horn, Ferdinand Bonn, Pittschau und in der Titelrolle Erich Kaiser-Titz befinden, die rechten Masken und ein die Handlung klar darlegendes Spiel gegeben hat, konnte die große tiefgehende Wirkung nicht ausbleiben. Und was man im Lichtspieltheater so selten erlebt, hier trat es ein, nach jedem Akt wurde lebhaft applaudiert.“
Anlässlich der Wiederaufführung kam dasselbe Blatt in der Ausgabe 746 vom 5. Juni 1921 zu einem deutlich kritischeren Résumé: „Eine Ausgrabung aus der Vorkriegszeit, die höchstens Kuriositätswert hat, da an ihr vergleichsweise deutlich die Fortschritte festzustellen sind, die die Lichtbildkunst und die ihrer Darsteller inzwischen gemacht haben. Werner Krauß ist der einzige, der bereits hier als starkes Filmtalent hervortritt. In der Inszenierung interessieren einige hübsche alte Städtebilder.“
Paimann’s Filmlisten resümierte: „Die Inszenierung ist durchwegs meisterhaft, die Handlung trotz der vielen mitwirkenden Personen bei entsprechender Aufmerksamkeit leicht verständlich, die Photos sind sehr gut, das Spiel und die Musik prima. (Besonders für feineres Publikum ein Schlager.)“
Im CineGraph-Buch zu Hoffmanns Erzählungen heißt es: „Diese Erzählungen von Hoffmann sind hier Episoden aus dem Leben eines Dichters. Irgendwo in einer deutschen Kleinstadt erlebt er Unerklärbares, Alptraumartiges. Die Geschichte ist bevölkert mit Alchemisten, die versuchen, Gold herzustellen, die aber auch Menschen »bauen«, mit Brillenhändlern, die ein Sehgerät konstruiert haben, mit dessen Hilfe Totes wieder lebendig erscheint, mit Museumsdirektoren, die ihre toten Gegenstände wie lebendige Menschen präsentieren. Es ist eine traumnahe, nie ganz zu durchschauende Welt, die Welt der deutschen Romantik. Es fehlt auch nicht an Horror-Elementen und Gruseleffekten. So, wenn Spalanzani und Coppelius bei der Konstruktion ihrer lebenden Puppe merken, dass ihnen noch die Augen fehlen und sie kurzerhand nach dem sie staunend beobachtenden jungen Hoffmann greifen … Dabei nutzt Oswald die technischen Möglichkeiten, die ihm das Kino bietet, geschickt aus. Drei Jahre vor Lubitschs Die Puppe verwendet Oswald bereits die Spiegeltechnik und läßt eine kleine Puppe lebendig werden. Der Film verweist in seiner Thematik bereits auf die kommenden Filme Richard Oswalds. Horror und Phantastik waren die Bereiche, denen er sich besonders verbunden fühlte. Die Schriftsteller, deren populäre Bücher er als Basis seiner genauso erfolgreichen Filme nutzte, waren E.T.A. Hoffmann und Edgar Allan Poe, Edgar Wallace und Oscar Wilde.“
Kay Wenigers Es wird im Leben dir mehr genommen als gegeben … nannte Hoffmanns Erzählungen Oswalds „erste künstlerisch ambitionierte Inszenierung“.